# AS Bamako
El AS Bamako es un equipo de fútbol de Malí que participa en la Primera División de Malí, la liga de fútbol más importante del país.

## Historia
Fue fundado en el año 1999 en la capital Bamako y nunca ha ganado el título de Liga en Malí, aunque si ha sido campeón de Copa en 1 ocasión en el año 2005 y fue finalista en el 2006. Es un equipo que se ha mantenido a la sombra del gigante de la ciudad capital, el Stade Malien, que es uno de los equipos más ganadores del país. Ha jugado 2 supercopas y ambas las perdió.

## Palmarés
- Copa de Malí: 1

2005

## Participación en competiciones de la CAF
| Temporada | Torneo                       | Ronda      | Club              | Casa | Visita | Global      |
| --------- | ---------------------------- | ---------- | ----------------- | ---- | ------ | ----------- |
| 2006      | Copa Confederación de la CAF | Preliminar | Dynamic Togolais  | 5-0  | 0-0    | 5-0         |
| 2006      | Copa Confederación de la CAF | 1          | King Faisal Babes | 1-0  | 0-0    | 1-0         |
| 2006      | Copa Confederación de la CAF | 2          | Al-Merrikh SC     | 3-0  | 0-3    | 3-2 (2-3 p) |